# Ишмухаметово (Баймакский район)
Ишмухаме́тово (баш. Ишмөхәмәт) — село в Баймакском районе Республики Башкортостан России. Центр Ишмухаметовского сельсовета.

## География
Проходит межмуниципальная автодорога 80Н-115 Старый Сибай — Ишмухаметово.
Расстояние до:
- районного центра (Баймак): 31 км,
- ближайшей железнодорожной станции (Сибай): 60 км.

## История
Статус села деревня приобрела согласно Закону Республики Башкортостан от 20 июля 2005 года № 211-з «О внесении изменений в административно-территориальное устройство Республики Башкортостан в связи с образованием, объединением, упразднением и изменением статуса населенных пунктов, переносом административных центров», ст.1:

5. Изменить статус следующих населенных пунктов, установив тип поселения — село:

4) в Баймакском районе:

г) деревни Ишмухаметово Ишмухаметовского сельсовета;

## Население
| 2002 | 2009 | 2010 |
| ---- | ---- | ---- |
| 562  | ↗618 | ↘526 |

Национальный состав
Согласно переписи 2002 года, преобладающая национальность — башкиры (100 %).

## Религия
В селе есть мечеть.

## Известные уроженцы
- Минсылу Губайтовна Усманова (род. 1 мая 1950) — башкирский языковед, педагог-методист, доктор филологических наук, профессор. Почётный работник высшего профессионального образования РФ (2010).